# Schlagröhre

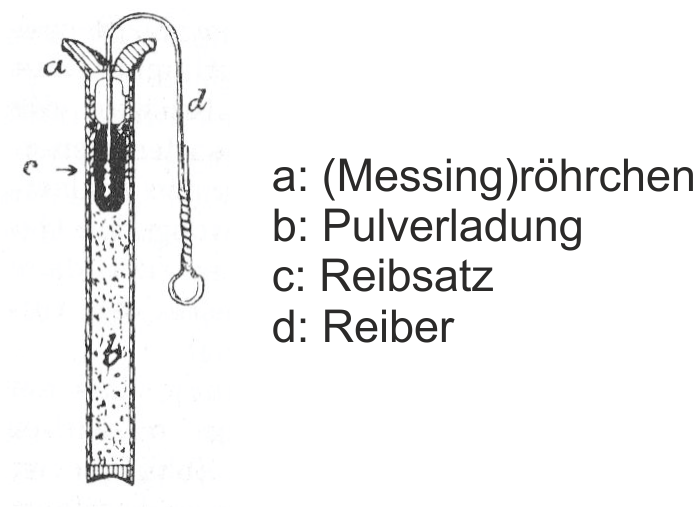
Schnitt durch eine Schlagröhre

Als Schlagröhre wird eine besondere Art der Zündung von Geschützen bezeichnet.

## Geschichte
Die ersten Kanonen wurden durchweg mit feinem Pulver, dem sogenannten Zündkraut, und mittels einer Lunte gezündet. Diese Methode war relativ unsicher, deshalb wurde schon früh versucht, das Abfeuern einer Kanone zu mechanisieren. Alle Zündarten, wie sie auch von den Handfeuerwaffen bekannt waren, z. B. Radschloss- oder Feuersteinzündung, wurden dabei verwendet. Letztendlich wurde aber die Luntenzündung erst in der Zeit um 1820 von der Perkussionszündung verdrängt. Diese sehr sichere und zuverlässige Art der Zündung setzte sich schnell in der allgemeinen Waffentechnik durch.
Die Schlagröhre ist eine Weiterentwicklung der Perkussionszündung. Alle nötigen Teile für einen Zündvorgang sind darin enthalten. Die Schlagröhre wurde in das Zündloch der Kanone gesteckt. Durch das Herausziehen eines geriffelten oder angerauten Drahtes wurde ein Pulversatz entzündet und der entstehende Zündstrahl nach unten durch den offenen oder perforierten Schlagröhrenboden geleitet. Dieser zündet dann die Kartuschbeutel mit dem eigentlichen Treibladungspulver für das Geschoss.
Sie wurde gegen Ende des 19. Jahrhunderts hauptsächlich bei der Feldartillerie verwandt.
Parallel zur Schlagröhre wurde auch die Reibzündschraube benutzt, um Geschütze abzufeuern.